# 富爾默島
富爾默島（英語：Fulmar Island），是南極洲的島嶼，位於濟科夫島以南，屬於哈斯韋爾群島的一部分，由澳大拉西亞探險隊發現和繪入地圖，現時由南極條約體系管理。